# Gauliga Westfalen 1934/35
De Gauliga Westfalen 1934/35 was het tweede voetbalkampioenschap van de Gauliga Westfalen. Schalke 04 werd opnieuw kampioen en plaatste zich voor de eindronde om de Duitse landstitel, waar de club de titel verlengde in de finale tegen VfB Stuttgart. 

## Eindstand
| Plaats | Club                             | Wed. | W  | G | V  | Saldo | Ptn.  |
| ------ | -------------------------------- | ---- | -- | - | -- | ----- | ----- |
| 1.     | FC Schalke 04                    | 18   | 12 | 4 | 2  | 47:10 | 28:80 |
| 2.     | SV Höntrop 1916                  | 18   | 9  | 6 | 3  | 33:19 | 24:12 |
| 3.     | SC Preußen Münster               | 18   | 7  | 5 | 6  | 30:30 | 19:17 |
| 4.     | SpVgg 1912 Herten                | 18   | 7  | 4 | 7  | 32:32 | 18:18 |
| 5.     | SV Germania 06 Bochum            | 18   | 6  | 6 | 6  | 29:30 | 18:18 |
| 6.     | SC Westfalia 04 Herne            | 18   | 7  | 4 | 7  | 25:29 | 18:18 |
| 7.     | SuS Hüsten 09                    | 18   | 7  | 4 | 7  | 27:32 | 18:18 |
| 8.     | 1. Recklinghäuser SpVgg Union 05 | 18   | 6  | 5 | 7  | 18:23 | 17:19 |
| 9.     | Deutscher SC Hagen               | 18   | 6  | 4 | 8  | 27:32 | 16:20 |
| 10.    | SV Viktoria 1909 Recklinghausen  | 18   | 0  | 4 | 14 | 14:45 | 04:32 |

|  | Kampioen, geplaatst voor nationale eindronde |
|  | Degradatie naar Bezirksliga                  |

## Promotie-eindronde
| Plaats | Club                    | Wed. | Saldo | Ptn. |
| ------ | ----------------------- | ---- | ----- | ---- |
| 1.     | TuS Bochum 08           | 10   | 23:12 | 15:5 |
| 2.     | Erler SV 08             | 10   | 26:18 | 15:5 |
| 3.     | VfB Alemannia Dortmund  | 10   | 24:19 | 12:8 |
| 4.     | VfB 03 Bielefeld        | 10   | 24:20 | 12:8 |
| 5.     | SuS 1913 Recklinghausen | 10   | 12:27 | 4:16 |
| 6.     | SV Hemer 08             | 10   | 12:25 | 2:18 |

|  | Promotie naar Gauliga Westfalen 1935/36 |